# Импиријал Бич (Калифорнија)
Импиријал Бич (енгл. Imperial Beach) град је у америчкој савезној држави Калифорнија. По попису становништва из 2010. у њему је живело 26.324 становника.

## Демографија
Према попису становништва из 2010. у граду је живело 26.324 становника, што је 668 (2,5%) становника мање него 2000. године.
| Група             | 2000.          | 2010.          |
| Белци             | 11.737 (43,5%) | 9.487 (36,0%)  |
| Афроамериканци    | 1.421 (5,3%)   | 1.170 (4,4%)   |
| Азијати           | 1.767 (6,5%)   | 1.731 (6,6%)   |
| Хиспаноамериканци | 10.818 (40,1%) | 12.893 (49,0%) |
| Укупно            | 26.992         | 26.324         |